# Hvožďany u Poběžovic
Hvožďany (deutsch Hoslau) ist ein westböhmisches Dorf im Okres Domažlice. Mit 32 Einwohnern gehört es zu den Gemeinden mit den niedrigsten Einwohnerzahlen in Tschechien.

## Geografie
Hvožďany liegt zwei Kilometer westlich von Poběžovice in 507 m ü. M. auf dem Nordufer der Pivoňka im Vorland des Oberpfälzer Waldes.
Zwischen Hvožďany und Načetín kommt Hercynit vor, der zum Schleifen von Glas als "Ronsperger Schmirgel" verwendet wurde.

## Nachbargemeinden
Die Nachbargemeinden (im Uhrzeigersinn) sind: Drahotín, Poběžovice, Mnichov u Poběžovic, Poběžovice und Hora Svatého Václava.
| Hora Svatého Václava 4 km | Drahotín 4 km                               | Poběžovice 4 km |
| Poběžovice 4 km           | Kompassrose, die auf Nachbargemeinden zeigt | Poběžovice 4 km |
| Mnichov u Poběžovic 1 km  | Mnichov u Poběžovic 1 km                    | Poběžovice 4 km |

## Geschichte
Der Name Hvožďany bedeutet Waldbewohner (tschechisch: hvozd = Hochwald, Forst). Hoslau (auch: Haßls, Haslau, Haslern) wurde im Jahr 1528 erstmals schriftlich erwähnt. Es ging von der Herrschaft Starý Herštejn in den Besitz der Herren von Poběžovice über. 1656 verzeichnete Hoslau 4 Bauern, 9 Chalupner, einen Gärtner, 45 Gespanne, 22 Kühe, 25 Stück Jungvieh, 32 Schafe und 52 Schweine.
1789 umfasste die Ortschaft 22 Häuser. 1839 gehörte sie zur Majoratsherrschaft Bischofteinitz und hatte 25 Häuser, 175 Einwohner, ein Wirtshaus, mehrere Mühlen, eine Spiegelschleife und war ursprünglich nach Berg eingepfarrt und nach Ronsperg eingeschult – zuletzt auch nach Ronsperg eingepfarrt. 1913 hatte Hoslau 23 Häuser, 145 Einwohner, mehrere Mühlen, einen Bierschank, zwei Müller, einen Schindelerzeuger, einen Schmied, einen Wirt und eine Tabaktrafik.
1900 wurde eine Wenzelskapelle erbaut, die in den 1970er-Jahren abgerissen wurde.
Nach dem Münchner Abkommen wurde Hoslau dem Deutschen Reich zugeschlagen und gehörte bis 1945 zum Landkreis Bischofteinitz.
In der Nähe von Hoslau soll es einen jüdischen Friedhof gegeben haben.